# Nikolai van der Heyde
Pour les articles homonymes, voir Heyde.
Nikolai van der Heyde, né le 23 janvier 1936 à Leeuwarden, et mort le 6 août 2020 à Laren (Hollande-Septentrionale), est un réalisateur et scénariste néerlandais.

## Biographie
Nikolai van der Heyde est né le 23 janvier 1936 à Leeuwarden d'une mère russe. Il décède le 6 août 2020 dans la maison de retraite Rosa Spier (nl), dont il était résident.

## Filmographie
- 1966 : Un printemps en Hollande (Een ochtend van zes weken)
- 1968 : To Grab the Ring
- 1973 : Angela (Love Comes Quietly)[3]
- 1974 : Help! De dokter verzuipt (nl)[4]
- 1975 : De dwaze lotgevallen van Sherlock Jones[5]
- 1980 : Laat de Dokter maar Schuiven[6]
- 1987 : Nitwits